# Hubert de La Ferté-Meun
Hubert de la Ferté-Meun est un homme politique français né le 22 septembre 1806 à Paris et décédé au château de La Rochemillay le 4 septembre 1898.

## Biographie
Il est le fils de Hubert François Louis de La Ferté-Meun, marquis de La Ferté-Meun, lieutenant-colonel de chevau-légers, et de Antoinette de Lévis, le petit-fils de Guy Henri Joseph de Lévis Gaudiez, maréchal de camp, pair de France.
Propriétaire dans la Nièvre, à La Rochemillay, il est élu député de la Nièvre en 1837, alors que son beau-père est président du conseil, et siège dans la majorité soutenant la Monarchie de Juillet. Il démissionne en 1840.

### Mariage et descendance
Il épouse le 18 août 1830 Elisabeth Françoise Molé de Champlatreux (Paris, 26 septembre 1812 - Paris, 15 avril 1832), fille de Mathieu Louis Molé de Champlatreux, comte Molé, ministre, président du Conseil, Pair de France, membre de l'Académie Française, et de Charlotte Marie Joséphine La Live de La Briche. Dont une fille :
- Clotilde Caroline Antoinette de La Ferté-Meun-Molé de Champlâtreux (1831 - 1913), mariée en 1851 avec Jules Charles Victurnien de Noailles, 7e duc de Noailles (12 octobre 1826 - 6 mars 1895), dont postérité[1].

### Sources
- « Hubert de La Ferté-Meun », dans Adolphe Robert et Gaston Cougny, Dictionnaire des parlementaires français, Edgar Bourloton, 1889-1891 [détail de l’édition]